# Argyrodes bonadea
Argyrodes bonadea là một loài nhện trong họ Theridiidae.
Loài này thuộc chi Argyrodes. Argyrodes bonadea được Ferdinand Karsch miêu tả năm 1881.

## Hình ảnh

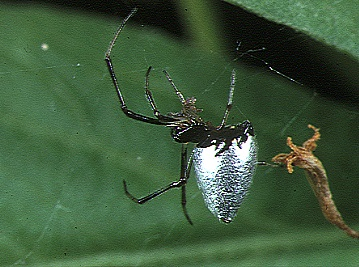